# Бензоин
Бензои́н — 2-гидрокси-1,2-дифенилэтан-1-он, простейшиий представитель ароматических ацилоинов — бензоинов. органическое соединение с формулой PhCH(OH)C(O)Ph. Бесцветные кристаллы с легким запахом камфоры.
Карбинольный атом углерода бензоина хирален, бензоин является рацематом — смесью энантиомеров: (R)-бензоина и (S)-бензоина.

## История
Бензоин впервые описан в 1832 году Юстусом фон Либихом и Фридрихом Вёлером, он синтезировал его в ходе своих исследований масла горького миндаля, которое представляет собой бензальдегид со следами синильной кислоты. Именно примесь синильной кислоты в бензальдегиде позволила Либиху и Вёлеру совершить синтез бензоина, так как цианид-ион является катализатором образования бензоина из бензальдегида. Во время своей работы с Либихом Николай Зинин усовершенствовал каталитическую бензоиновую конденсацию.
Впоследствии эта реакция была обобщена и на другие ароматические альдегиды и получила название бензоиновой конденсации.

## Синтез
Бензоин синтезируют из бензальдегида кипячением в этаноле в присутствии цианида натрия, выход составляет 90—92 %.
Для очистки бензоин перекристаллизовывают из 95 % этанола.
Бензоин также может быть синтезирован конденсацией бензола и фенилглиоксаля в присутствии хлорида алюминия с выходом 90 %, этот метод для синтеза самого бензоина не используется из-за большей, в сравнении с бензоиновой конденсации, сложности, однако используется для синтеза несимметричных (с различными ароматическими заместителями) бензоинов:
Ar-COCHO + Ar1H {\displaystyle \to }Ar-COCH(OH)-Ar1

## Применение

### Использование в органическом синтезе
Бензоин является исходным реагентом в синтезе бензила, используемого в качестве фотоинициатора и бензиловой кислоты, использующейся в производстве лекарственных средств, таких как фенитоин и мепензолат.
Бензил синтезируют окислением бензоина с использованием различных окисляющих агентов (Cu (II), азотная кислота, хлор, йод и т. п.) в различных условиях; так, одним из лабораторных методов синтеза бензила в килограммовых масштабах является окисление бензоина в водном пиридине действием сульфата меди, выход составляет 86 %
| Бензоин | →      |
| Бензоин | Бензил |

Также показано (в миллимолярных масштабах), что бензоин (как и другие бензоины) может быть окислен в бензил кислородом воздуха при катализе оксидом алюминия в растворах метанола, акрилонитрила и дихлорметана.
Под действием оснований бензил претерпевает бензиловую перегруппировку, эта реакция используется как метод синтеза бензиловой кислоты:
Восстановление бензоина амальгамой цинка (получаемой in situ из цинковой пыли и HgCl2) в смеси этанола и соляной кислоты используется как лабораторный метод синтеза транс-стильбена, выход составляет 53—57 %:
| Бензоин | →              |
| Бензоин | транс-Стильбен |

### Защита карбоксильной группы
Ацилирование бензоина карбоновыми кислотами с образованием сложных эфиров — дезилатов (Desyl Esters) используется как метод защиты карбоксильной группы. Синтез дезилатов может быть проведен различными методами, например, взаимодействием дезилбромида с карбоновой кислотой в присутствии диазабициклоундецена в бензоле, снятие защитной группы — действием ультрафиолета с λmax 350 нм в водном ацетонитриле (при этом дезильный остаток отщепляется с циклизацией в фенилбензо[b]фуран) либо под действием видимого света в присутствии каталитических количеств 2,2-бипиридинового комплекса рутения (II) [Ru(bpy)3](PF6)2.